# Pop Tops
Die Pop Tops – eigentlich Los Pop-Tops – waren eine spanische Popmusik-Gruppe, die 1967 in Madrid gegründet wurde und Anfang der 1970er Jahre auch international Hitparadenerfolge hatte.

## Geschichte
Der musikalische Kern der Pop Tops geht auf eine Instrumentalgruppe zurück, die seit 1961 als Los Tifones auftrat. 1966 gewann sie beim live im Radio übertragenen „Festival de Conjuntos Musicales de León“ den ersten Platz, wodurch der französische Produzent Alain Milhaud auf die Gruppe aufmerksam wurde. Milhaud hatte sich schon als Manager der Rockgruppe Los Bravos einen Namen gemacht und diese später auch produziert. Er übernahm schließlich die Geschicke der Combo, beschaffte ihr mit dem aus Trinidad und Tobago stammenden Afroamerikaner Phil Trim einen Leadsänger und gab seinen neuen Schützlingen den Namen Los Pop-Tops.
Zur Urbesetzung gehörten neben Trim die Ex-Tifones Julián Luis Angulo (auch Luis Fierro, Gitarre, Gesang), Alberto Vega (Saxophon, Klarinette), Enrique Gómez (Bass, Trompete), Ignacio Pérez (Orgel, Piano) sowie José Lipiani (Schlagzeug). Zusätzlich verstärkt wurde die Band mit dem Gitarristen Ray Gómez. Es gab allerdings schon früh personelle Umbesetzungen; Pérez und Lipiani verließen die Gruppe. Den Platz am Schlagzeug übernahm Francisco Urbano Romero. Als Keyboarder und Pianist kam 1969 Rafael Guillermo (auch Rafael Guillermo Gertrudis) dazu.
Ihr Musikstil war eine Mischung aus zeitgenössischer Popmusik, Soul und Gospel, teilweise auch mit Themen aus der klassischen Musik vermengt. Ihre erste Veröffentlichung auf Barclay/Sonoplay in Spanien war 1967 der Song Con su blanca palidez, eine spanische Version des Klassikers A Whiter Shade of Pale von Procol Harum. Die Single Somewhere im Jahr 1968 basierte auf einer Komposition von Johann Sebastian Bach, ihre B-Seite The Voice of the Dying Man (La voz del hombre caido) war eine Hommage an Martin Luther King. Das gospelähnliche Klagelied Oh Lord, Why Lord enthielt Elemente des Kanon in D des Barock-Komponisten Johann Pachelbel. Mit diesem Song erlangten die Pop Tops erstmals auch außerhalb Spaniens Aufmerksamkeit. Bei den folgenden Single-Veröffentlichungen der Jahre 1969 und 1970 zeigte sich die Gruppe jedoch musikalisch orientierungslos und versuchte, sich irgendwo zwischen Bubblegum-Pop, Psychedelic Rock und Flower-Power-Partymusik zu finden.
Anfang 1971 wechselten sie zum Plattenlabel Explosion und hatten mit Road to Freedom (Dios a todos hizo libres) im September 1971 einen Nummer-1-Hit in Spanien. International bekannt wurde die Gruppe Ende 1971, als ihre englische Sprachversion von Mamy Blue in vielen Ländern Europas die vorderen Plätze der Hitparaden erreichte. Geschrieben wurde die Musik und der originale, französische Text von Hubert Giraud, die englische Version schrieb Phil Trim. In Deutschland stand der Song zehn Wochen lang auf Platz 1, ebenso in der Schweiz. In den USA und in Kanada war Mammy Blue [sic] ebenfalls ein kleinerer Hit für die Pop Tops.
In Großbritannien war neben ihrer Version (Platz 35) auch eine Aufnahme von Roger Whittaker in den Charts (Platz 31). Eine deutsche Fassung von Ricky Shayne wurde in Deutschland ebenfalls zum Hit (Platz 7) und erreichte Goldstatus. Schallplatten der „Pop Tops“ wurden in Deutschland ohne einen anführenden Artikel im Gruppennamen veröffentlicht. In englischsprachigen Ländern war meistens „The Pop Tops“ angegeben. Manche Veröffentlichungen enthielten auch den Zusatz „featuring Phil Trim“.
Die Nachfolgesingles Suzanne, Suzanne und Hideaway kamen 1972 in Deutschland noch unter die Top 30. Spätere Aufnahmen der Gruppe waren dort nicht mehr erfolgreich, in Spanien dagegen waren Los Pop-Tops noch etwas länger populär. Ab 1973 begann der Zusammenhalt innerhalb der Gruppe zu bröckeln und einige Mitglieder wandten sich verstärkt anderen Projekten zu. Der zurückgehende Erfolg der Pop Tops führte 1974 schließlich zur Auflösung der Band.
Gitarrist Ray Gómez spielte nach der Trennung der Pop Tops als Studiomusiker u. a. auf Alben von Stanley Clarke, Roy Buchanan, Chaka Khan, Deodato, Jack Bruce und Aretha Franklin. Sänger Phil Trim begann eine Solokarriere. Der Pianist Rafael Guillermo betätigte sich erfolgreich als Komponist.

## Diskografie

### Studioalben
| Jahr | Titel     | Höchstplatzierung, Gesamtwochen, AuszeichnungChartplatzierungen (Jahr, Titel, Platzierungen, Wochen, Auszeichnungen, Anmerkungen) | Höchstplatzierung, Gesamtwochen, AuszeichnungChartplatzierungen (Jahr, Titel, Platzierungen, Wochen, Auszeichnungen, Anmerkungen) | Höchstplatzierung, Gesamtwochen, AuszeichnungChartplatzierungen (Jahr, Titel, Platzierungen, Wochen, Auszeichnungen, Anmerkungen) | Höchstplatzierung, Gesamtwochen, AuszeichnungChartplatzierungen (Jahr, Titel, Platzierungen, Wochen, Auszeichnungen, Anmerkungen) | Höchstplatzierung, Gesamtwochen, AuszeichnungChartplatzierungen (Jahr, Titel, Platzierungen, Wochen, Auszeichnungen, Anmerkungen) | Anmerkungen                |
| Jahr | Titel     | DE | AT | CH | UK | US | Anmerkungen                |
| ---- | --------- | --- | --- | --- | --- | --- | -------------------------- |
| 1971 | Mamy Blue | DE30 (1 Wo.)DE | — | — | — | — | Erstveröffentlichung: 1971 |

grau schraffiert: keine Chartdaten aus diesem Jahr verfügbar
Weitere Veröffentlichungen
- 1968: Canarios
- 1976: Top Pops of Pop Tops

### Singles
| Jahr | Titel Album                          | Höchstplatzierung, Gesamtwochen, AuszeichnungChartplatzierungen (Jahr, Titel, Album, Platzierungen, Wochen, Auszeichnungen, Anmerkungen) | Höchstplatzierung, Gesamtwochen, AuszeichnungChartplatzierungen (Jahr, Titel, Album, Platzierungen, Wochen, Auszeichnungen, Anmerkungen) | Höchstplatzierung, Gesamtwochen, AuszeichnungChartplatzierungen (Jahr, Titel, Album, Platzierungen, Wochen, Auszeichnungen, Anmerkungen) | Höchstplatzierung, Gesamtwochen, AuszeichnungChartplatzierungen (Jahr, Titel, Album, Platzierungen, Wochen, Auszeichnungen, Anmerkungen) | Höchstplatzierung, Gesamtwochen, AuszeichnungChartplatzierungen (Jahr, Titel, Album, Platzierungen, Wochen, Auszeichnungen, Anmerkungen) | Anmerkungen                          |
| Jahr | Titel Album                          | DE | AT | CH | UK | US | Anmerkungen                          |
| ---- | ------------------------------------ | --- | --- | --- | --- | --- | ------------------------------------ |
| 1968 | Oh Lord, Why Lord Canarios           | — | — | — | — | US78 (4 Wo.)US | Erstveröffentlichung: September 1968 |
| 1971 | Mamy Blue                            | DE1 (22 Wo.)DE | — | CH1 (19 Wo.)CH | UK35 (6 Wo.)UK | US57 (10 Wo.)US | Erstveröffentlichung: September 1971 |
| 1972 | Suzanne Suzanne Top Pops Of Pop Tops | DE16 (13 Wo.)DE | — | — | — | — | Erstveröffentlichung: März 1972      |
| 1972 | Hideaway Top Pops Of Pop Tops        | DE22 (17 Wo.)DE | — | — | — | — | Erstveröffentlichung: Juni 1972      |

grau schraffiert: keine Chartdaten aus diesem Jahr verfügbar

#### Barclay, Spanien
- Con su blanca palidez / I Can't Go On – Barclay Sonoplay SN-20037, 1967
- Viento to otoño (Autumn Winds) / Cry – Barclay Sonoplay SN-20049, 1967
- Somewhere / The Voice of the Dying Man (La voz del hombre caido) – Barclay Sonoplay SN-20079, 1968
- Oh Lord, Why Lord / Beyond the Sea (El mar) – Barclay Sonoplay SN-20124, 1968
- Oh Lord, Why Lord (span.) / El mar – Barclay Sonoplay SN-20125, 1968
- Esa mujer (That Woman) / Adagio cardenal – Barclay Sonoplay SN-20166, 1968
- That Woman / The Man I Am Today – Barclay Sonoplay SN-20166, 1968
- Pepa / Junto a ti – Barclay Sonoplay SN-20210, 1968
- Dzim-dzim-dzas (Love and Care) / Young and Foolish – Barclay Sonoplay SN-20254, 1969
- Soñar, bailar y cantar (She's Coming Back) / Anytime – Barclay Movieplay SN-20478, 1970

#### Explosion, Spanien
- Dios a todos hizo libres (Road to Freedom) / Movimento de amor – Explosion 14.961-A, 1971
- Road to Freedom / Who Will Believe – Explosion 14.961-A, 1971
- Mamy Blue (span.) / Love Motion – Explosion, 14.994-A, 1971
- Mamy Blue / Grief and Torture – Explosion, 14.995-A, 1971
- Suzanne Suzanne / Happiness Ville – Explosion 10.551-A, 1972
- Suzanne Suzanne (span.) / Walk along by the Riverside – Explosion 10.627-A, 1972
- Hideaway / What a Place to Live In – Explosion 10.679-A, 1972
- My Little Woman / Girl, What's on Your Mind? – Explosion E-34500, 1973
- Happy, Hippy, Youppy Song / Where Can I Go – Explosion E-34510, 1973
- Happy, Hippy, Youppy Song (span.) / Angeline – Explosion E-34513, 1973
- What a Way to Go / Baby I Will Cry – Explosion E-34522, 1974

#### Bellaphon, Deutschland
- Mamy Blue / Road to Freedom – Bellaphon Finger BF 18049, 1971
- Oh Lord, Why Lord / Walk Along by the Riverside – Bellaphon Finger BF 18070, 1971 (Remake)
- Suzanne Suzanne / Happiness Ville – Bellaphon Finger BF 18077, 1972
- Hideaway / What a Place to Live In – Bellaphon BF 18105, 1972
- My Little Woman / Girl, What's on Your Mind? – Bellaphon BF 18154, 1973
- Happy, Hippy, Youppy Song / Where Can I Go – Bellaphon BF 18189, 1973
- What a Way to Go / Baby I Will Cry – Bellaphon BF 18222, 1973